# Barszczowice
Barszczowice (ukr. Борщовичі, Borszczowyczi) – wieś na Ukrainie, w obwodzie lwowskim, w rejonie lwowskim (do 2020 roku w rejonie pustomyckim).
W miejscowości jest stacja kolejowa Barszczowice.

## Historia
Po raz pierwszy w źródłach pisanych Barszczowice występują w 1848 r. jako własność Lewickich h. Rogala. Prawdopodobnie należały do nich już w XVIII w. W połowie XIX w. dzierżawił je lwowski malarz Jan Maszkowski, który tam zmarł i został pochowany.
Kalendarium
- 1442 r. – pierwsza wzmianka o wsi w zapiskach sądów lwowskich;
- 1564 r. – według spisu Barszczowice zamieszkuje 20 kmieci i 3 karczmarzy;
- 1574 r. – wzmiankowany Jan Borsowski z Borsowic w powiecie lwowskim, syn Mikołaja i Nieradki Kruszelnickiej[2];
- XVII w. – częste najazdy tatarskie (m.in. 1618 r., 1626 r., 1648 r.);
- 1665 r. – wieś zamieszkuje 8 kmieci, znajduje się tu młyn i karczma;
- 1709 r. – Stanisław Leszczyński daje Barszczowice Maciejowi Dobrosławskiemu;
- 1721 r. – właścicielem wsi zostaje Adam Mikołaj Sieniawski;
- 1726-7 r. – panuje głód spowodowany nieurodzajem;
- 1729 r. – właścicielami Barszczowic zostają Potoccy;
- 1765 r. – we wsi mieszkają 64 rodziny, 10 trudni się tkactwem, działają 2 gorzelnie, Browar i karczma;
- 1785 r. – wieś zamieszkuje 108 kmieci i 7 chałupników;
- 1790 r. – Barszczowice, Prusy i Zniesienie kupuje Cielecki;
- 1820 r. – we wsi jest 127 domów, z czego 15 znajduje się w przysiółku Hołodówka, a 7 w przysiółku Chałupki;
- 1856 r. i 1860 r. – w Barszczowicach u malarza Jana Maszkowskiego przebywa Artur Grottger;
- 1869 r. – 12 lipca przez wieś przejeżdża pierwszy raz pociąg relacji Lwów-Brody;
- 1872 r. – 1 stycznia przychodzi na świat polski malarz Edmund Cieczkiewicz;
- 1873 r. – rodzi się grafik, malarz, projektant witraży Jan Bukowski;
- 1910 r. – wieś liczy 2129 mieszkańców, w tym językiem polskim posługuje się 1705 osób (w tym 79 Żydów), językiem ukraińskim 424 osoby;
- 1911 r. – powstaje katolicka ochronka dla dzieci;
- 1918 r. – 29 grudnia Barszczowice wracają do Polski, w okresie międzywojennym we wsi powstaje m.in. Dom Polski;
- 1928 r. – wieś zamieszkuje 2400 osób;
- 1944 r. – w lutym na przysiółek Chałupki napadają Ukraińcy, zabijają 20 osób (w tym 1 Ukraińca), z 32 gospodarstw po napadzie pozostają 3;
- 1945 r. – Polacy opuszczają wieś.

## Zabytki
- kościół pw. Nawiedzenia NP Marii, ufundowany przez Zofię Siemieńską-Lewicką w 1898 r. i w tym samym roku poświęcony. Zamknięty w 1945 r. i zamieniony na magazyn lwowskiego Muzeum Historycznego, z ekspozycją poświęconą armii Budionnego. W latach 90. przekazany grekokatolikom.
- dwór z pierwszej połowy XIX w.[3]

## Urodzeni w Barszczowicach
- Witold Doliwa-Andruszewicz (1890–1939) – pułkownik artylerii Wojska Polskiego
- Jan Bukowski (1873–1943) – artysta, ilustrator, malarz, rysownik i witrażysta
- Edmund Cieczkiewicz (1872–1958) – artysta malarz
- Bohdan Staszynski (ur. 1931) – agent KGB i zabójca Stepana Bandery